# Иоанн (Соколов, Иван Александрович)
Митрополи́т Иоа́нн (в миру Иван Александрович Соколов; 1 [13] января 1877, Дмитров, Московская губерния — 29 марта 1968, Святошино, Киев, СССР) — епископ Русской православной церкви; с февраля 1944 года митрополит Киевский и Галицкий, Экзарх Украины, постоянный член Священного Синода Русской православной церкви.

## Биография
Родился в семье диакона, который умер за 4 месяца до его рождения; десяти лет лишился и матери. Учился в духовном училище Перервинского монастыря, затем поступил в Московскую духовную семинарию, которую окончил в 1897 году; был определён старшим учителем в духовной школе при Угрешском монастыре.
В 1901 году женился и был рукоположён в сан иерея; преподавал Закон Божий в гимназиях.
В 1912 году окончил в четыре года Московский археологический институт и защитил диссертацию «Об особенностях богослужебных чинов Русской Церкви до XVII века по крюковым и нотным книгам».
В 1915 году овдовел. После 1917 года работал в комиссии по охране памятников старины.
В 1919 году настоятель храма и благочинный 2-го отделения Никитского сорока́ Москвы, возведён в сан протоиерея.
В 1928 году принял монашеский постриг. 12 октября (н. ст.) того же года хиротонисан в сан епископа Орехово-Зуевского, викария Московской епархии.
С 25 сентября 1929 года — епископ Кимрский, викарий Калининской епархии.
С 17 марта 1931 года — епископ Орехово-Зуевский, викарий Московской епархии.
С 14 мая 1934 года — епископ Подольский, викарий Московской епархии.
С 4 сентября 1934 года — епископ Егорьевский, викарий Московской епархии.
С января по 1 августа 1936 года — епископ Волоколамский, викарий Московской епархии.
С 30 июля 1936 года временно управлял Брянский епархией.
С октября 1936 года временно управлял Вологодской епархией, затем был утверждён епископом Вологодским.
23 мая 1937 года назначен епископом Архангельским. 21 января 1938 года возведён в сан архиепископа.
В 1938 году был арестован. Освобожден при общем пересмотре многих следственных дел после отстранения от руководства НКВД Н. И. Ежова. Поселился как частное лицо у родственников на даче под Москвой.
Вместе с Патриаршим Местоблюстителем митрополитом Сергием был эвакуирован в Ульяновск, куда прибыл в ночь с 18 на 19 октября 1941 года. На позднее 24 ноября 1941 года назначен архиепископом Ульяновским.
С 14 августа 1942 года — архиепископ Ярославский и Ростовский.
С 8 марта 1943 года временно управлял Ивановской епархией.
8 сентября 1943 года участвовал в Соборе епископов, избравшем митрополита Сергия (Страгородского) Патриархом Московским и всея Руси.
12 февраля 1944 года возведён в сан митрополита и назначен митрополитом Киевским и Галицким, Экзархом Украины. Священно-архимандрит Киево-Печерской лавры до её закрытия в 1961 году. Патриарх Сергий напутствовал его словами: «Не боги горшки обжигают. Поезжай. С Божией помощью справишься».
Через Экзарха Украины советские власти руководили подчинением православной церковной жизни Украины Московской Патриархии (во время немецкой администрации на Украине функционировал ряд автономных или полностью независимых от Патриархии структур). Под его руководством велась также подготовка к воссоединению Украинской грекокатолической Церкви с Московской Патриархией.
25 февраля 1949 года награждён правом ношения двух панагий вне пределов экзархата.
Во время «хрущёвских гонений» (1959—1964) в одном Киеве были закрыты 2 монастыря, духовная семинария, около 20 приходских церквей. Престарелый Экзарх не мог ничего противопоставить государственной машине.
30 марта 1964 года уволен на покой по болезни.
Скончался 29 марта 1968 года. Отпевание совершено 31 марта во Владимирском соборе Киева митрополитом Крутицким и Коломенским Пименом (Извековым) в сослужении митрополита Таллинского Алексия (Ридигера) и некоторых архиереев Украинского экзархата (митрополит Киевский и Галицкий Филарет (Денисенко) находился тогда в Праге на III Всехристианском Мирном Конгрессе).
Похоронен на Байковом кладбище Киева.
У 2015 году в стенах Киевской православной богословской академии УПЦ Киевского Патриархата состоялась защита магистерской роботы иеромонаха Михаила (Карнауха) на тему: «Митрополит Киевский и Галицкий, патриарший экзарх всея Украины Иоанн (Соколов) (1944—1964 гг.)».

## Публикации
- Слово в девятый поминовенный день после заупокойной литургии в патриаршем кафедральном Богоявленском соборе 23 мая 1944 г. // Журнал Московской Патриархии. 1944. — № 6. — С. 35-36.
- Председателю Совета народных комиссаров УССР Н. С. Хрущеву // Журнал Московской Патриархии. 1944. — № 11. — С. 8
- Послание архипастырям, пастырям и всем верным чадам Православной Церкви на Украине [по случаю освобождения Украины от немецко-фашистских захватчиков] // Журнал Московской Патриархии. 1944. — № 11. — С. 9-10.
- Послание архипастырям, пастырям и всем верным чадам Православной Церкви на Украине // Журнал Московской Патриархии. 1945. — № 6. — С. 7-9
- Председателю Совета народных комиссаров УССР Н. С. Хрущеву [поздравление с днем Победы] // Журнал Московской Патриархии. 1945. — № 6. — С. 10.
- Телеграмма Председателю СНК УССР тов. Н. С. Хрущеву // Журнал Московской Патриархии. 1945. — № 11. — С. 4.
- [Послание] пастырям и верующим Греко-католической Церкви, проживающим в западных областях Украинской ССР // Журнал Московской Патриархии. 1946. — № 1. — С. 9-11.
- Приветственная речь, произнесенная на 2-м заседании Греко-униатского собора, состоявшегося в г. Львове 8-9 марта 1946 г. // Журнал Московской Патриархии. 1946. — № 4. — С. 13-14.
- Послание архипастырям, пастырям и всем верным чадам Православной Церкви на Украине [в связи с 30-летием Советского государства] // Журнал Московской Патриархии. 1947. — № 12. — С. 8-10.
- Соболезнование по поводу смерти протоиерея о. Гавриила Костельника // Журнал Московской Патриархии. 1948. — № 10. — С. 15-16.